# ソユーズTM-19
ソユーズTM-19 (Союз ТМ-19 / Soyuz TM-19) は、宇宙ステーション・ミールへの往来を目的とした、19回目の有人ミッションである。コールサインは「アガート（メノウ）」。
機長のマレンチェンコとフライトエンジニアのムサバイエフは共に初飛行である。両名はベテラン宇宙飛行士のゲンナジー・ストレカロフとともに宇宙へ向かい、彼は数日間のミール滞在の後、ソユーズTM-18で帰還する予定だった。しかし、乗組員の物資を運ぶ予定だった2機のプログレス補給船のうちの1機の運行が取りやめられたため、ストレカロフは搭乗できなくなった。このような事情で、珍しい新人同士での飛行となった。
7月3日に、無事にドッキングが行われた。11月3日にはクルス自動接近システムの作動実験を行った。ムサバイエフ、マレンチェンコ、メルボルトの3名がソユーズTM-19に乗り込み、ミールから190m離れたところから再ドッキングした。翌日の地球への帰還も、事故なく成功した。

## 乗組員

### 打上げ時
- ユーリ・マレンチェンコ (1) -  ロシア
- タルガット・ムサバイエフ (1) -  カザフスタン

### 帰還時
- ユーリ・マレンチェンコ (1) -  ロシア
- タルガット・ムサバイエフ (1) -  ロシア
- ウルフ・メルボルト (3) -  ドイツ

## ミッション
- ミールとドッキングした。
- 乗組員の交代を行った。
- 医学の実験を行った。
- 材料学の実験を行った。
- 2人の宇宙飛行士は、外部断熱の修理を行うために、1994年9月9日に5時間6分の宇宙遊泳を行った。
- 2人の宇宙飛行士は、同じ目的のために、1994年9月14日に6時間1分の宇宙遊泳を行った。
- プログレスの手動ドッキングの最初の成功例となった。

## 備考
2人の宇宙飛行士は、ソユーズTM-18で到着していたワレリー・ポリャコフと共に、ミールの16代目の住人（ミールEO-16）となった。このミッションの最中には、ステーションに多くの技術的な問題が発生した。